# Theodoros II Laskaris
Theodoros II Laskaris (Grieks: Θεόδωρος Β΄ Λάσκαρις; Latijn: Theodorus II Lascaris) (?, november 1221 of januari 1222 - Nymphaeum, 16 augustus 1258) was van 1254 tot 1258 Byzantijns keizer in Nicea.

## Leven
Theodoros II was het enige kind van keizer Johannes III Doukas Vatatzes en Irene Laskarina, de dochter van keizer Theodoros I Laskaris, wiens geslachtsnaam hij voerde. Al vanaf zijn jeugd werd hij - nog veel erger dan zijn vader - geplaagd door steeds erger wordende aanvallen van epilepsie die hem later geestelijk en lichamelijk uitputten en waaraan mogelijk ook zijn heftige stemmingswisselingen te wijten waren. Als leerling van Nikephoros Blemmydes, een van de bekendste geleerden van die tijd, groeide hij uit tot een zeer breed geïnteresseerd intellectueel die een grote hoeveelheid literaire, theologische en wetenschappelijke werken schreef. Hij was een van de belangrijkste Byzantijnse schrijvers van zijn tijd en steunde waar hij kon bibliotheken en scholen. Altijd is hij meer geleerde dan staatsman of militair geweest.
Theodoros huwde in 1235 met de 11-jarige Helena, de dochter van de Bulgaarse tsaar Ivan Asen II. Hij was sinds 1241 medekeizer en regent in Klein-Azië. In 1254 volgde hij zijn vader op als keizer van Nicea. Hij vernieuwde in 1255 het bondgenootschap met de sultan van Ikonion en in 1256 sloot hij een vredesverdrag met de Bulgaarse tsaar Michaël Asen II. De verhouding met Bulgarije werd nog beter na de moord op Michaël Asen in 1256. Diens opvolger Constantijn Tich verruilde zijn vrouw in 1257 onmiddellijk voor Theodoros' dochter Irene.
Ook de vrede met het despotaat Epirus werd met een huwelijk bezegeld: zijn tweede dochter Maria Laskarina trouwde in 1256 met de despotenzoon Nikephoros I Komnenos Doukas. Op het allerlaatste moment eiste Theodoros echter ook nog de steden Dyrrhachion en Servia van de Epiroten. De moeder van de bruidegom moest hiermee onder dreiging akkoord gaan. Toen de tijding despoot Michaël II Komnenos Doukas bereikte trok deze met Servische en Albanese steun meteen tegen Nicea ten strijde. Theodoros droeg het opperbevel over aan de kundige veldheer Michaël Palaiologos, de latere keizer Michaël VIII, tegen wie hij echter een ziekelijk wantrouwen koesterde en die hij daarom te weinig troepen meegaf om iets te kunnen uitrichten.
Theodoros' binnenlandse beleid werd gekenmerkt door nepotisme en een uiterste wreedheid jegens echte en vermeende vijanden. Hij wantrouwde instinctief de adel en omringde zich met een groep ambtenaren van lage komaf, geleid door de protovestiarios Georgios Mouzaion en diens broers Theodoros en Andronikos. Zijn verhouding met de clerus en met Rome liep een flinke deuk op door zijn benoeming van Arsenius tot patriarch. Onder zijn bewind vonden weliswaar enkele synodes plaats, maar in 1256 zette hij enkele pauselijke gezanten regelrecht de deur uit. Zijn vaders doel van een unie tussen de Grieks-orthodoxe en Latijnse kerk werd onder Theodoros II een heel stuk moeilijker bereikbaar.
De aristocratie raakte nog meer van de keizer vervreemd toen deze Michaël Palaiologos liet opsluiten terwijl de Epiroten voor de poorten van Thessaloniki stonden. Een staatsgreep vond alleen maar niet plaats omdat Theodoros in 1258 plotseling aan zijn ziekte bezweek. Zijn enige zoon Johannes IV Laskaris was pas zeven jaar oud. Michaël Palaiologos verschafte zichzelf de positie van regent, werd in 1259 tot medekeizer gekroond en liet de 11-jarige Johannes in 1261 de ogen uitsteken en opsluiten.

## Kinderen
Uit het huwelijk van Theodoros en Helena werden vijf kinderen geboren:
- Johannes IV Laskaris (1250 - na 1290)
- Irene Laskarina, († 1269/70), gehuwd met Constantijn Tich, tsaar van Bulgarije
- Maria Laskarina († 1258), gehuwd met Nikephoros I Komnenos Doukas, despoot van Epirus
- Theodora Laskarina († na 1264) gehuwd 1) met Mattheüs de Mons, baron van Veligosti en 2) met Jakob Svjetoslav, tsaar van een deel van Bulgarije
- Eudokia Laskarina († 1254), gehuwd 1) met Peter I, graaf van Ventimiglia, en 2) met Arnoud Rogier, graaf van Pailhars[7]

Daarnaast had hij een buitenechtelijke zoon, Johannes Drymis Laskaris, die in 1305/1306 tegen de Paleologen rebelleerde.